# Lycaena remotajuncta
Lycaena remotajuncta är en fjärilsart som beskrevs av Tutt 1906. Lycaena remotajuncta ingår i släktet Lycaena och familjen juvelvingar. Inga underarter finns listade i Catalogue of Life.